# أدهم شرقاوي
أدهم شرقاوي (1980 -) هو كاتب وروائي فلسطيني.

## حياته ونشأته
ولد سنة 1980، ونشأ في مدينة صور اللبنانية حاصل على دبلوم تربية رياضية من كلية التربية وإجازة وماجستير في الأدب العربي من الجامعة اللبنانية في بيروت، متزوج وله من الأبناء ولد وثلاثة بنات. يعيش في لبنان.

## مسيرته
عمل في صحيفة الوطن القطرية بدأ بالكتابة عبر منصة منتدى الساخر ثم أصدر أول كتاب له عام 2012، بعنوان حديث الصباح. يعرف بين محبيه بقس بن ساعدة وذلك هو الاسم الذي يستخدمه دائماً في في نشر كتاباته.
واشتهر أدهم شرقاوي بكتب مختلفة ضمنيا عن جيل الشباب كان من بينها كتاب رسائل من القرآن الذي يعد من أشهر كتبه وأكثرها انتشارا بين فئات مختلفة في العالم العربي حيث يشتهر بشكل عام بالأسلوب القصصي الذي ساهم في انتشاره بشكل سريع وجعله من الكتاب الأكثر مبيعًا في العالم العربي، بالإضافة إلى أكثر من 10 كتب وروايات جعلته من الأكثر مبيعًا خاصة في مصر والتي يحظى فيها بجماهيرية ونسب قراءة واسعة بين الشباب المصري المهتمين بالثقافة والقراءة.

## مؤلفاته[10][11][12]
لأدهم شرقاوي ما يزيد على العشرة كتب، أول كتاب له هو كتاب حديث الصباح الذي أصدره عام (2012م)، ومن مؤلفاته
- عندما التقيت عمر بن الخطاب: متى استعبدتم الناس وقد ولدتهم أمهاتهم أحراراً؟!.
- كِـشْ ملك.
- خربشات خارجة عن القانون.
- حديث الصباح.
- حديث المساء.
- عن شيء اسمه الحب.
- تأملات قصيرة جداً.
- نبض.
- نطفة.
- للرجال فقط: مبادئ للتعامل مع النساء.
- أضغاث أقلام.
- وإذا الصحف نشرت.
- مع النبي.
- عن وطن من لحم ودم.
- وتلك الأيام.
- نبأ يقين.
- طرائف العرب 1/2/3.
- الأم في أدب غسان كنفاني.
- يُحكى أنّ.
- على منهاج النبوة.
- رسائل من القرآن.
- ليطمئن قلبي.
- ثانى اثنين.
- على خطى الرسول -صلى الله عليه وسلم-
- السلام عليك يا صاحبي.
- أنت أيضا صحابية.
- رسائل من النبي صلى الله عليه وسلم.
- إلى المنكسرة قلوبهم.
- وبالحق أنزلناه.
- نحن نقصُّ عليك.
- رسائل من الصّحابة.
- خمسون قانونًا للحب.

## إعلام
أثار ظهور كتاب رسائل من القرآن بجانب مقاتلي كتائب الشهيد عز الدين القسام، خلال التخطيط لكمين الزنة، الذي أوقعت به الاحتلال الاسرائيلي، في حقل ألغام وكبدهم خسائر كبيرة، تفاعلا واسعا، عبر منصات مواقع التواصل الاجتماعي.

## جوائز
حصل إجازة في الأدب العربي من الجامعة اللبنانية في مدينة بيروت، ودبلوم دار معلمين من الأونيسكو، وايضاً دبلوم تربية رياضية من الأونيسكو.